# Oxford (Alabama)
Oxford – miasto w Stanach Zjednoczonych, w stanie Alabama, największe w hrabstwie Calhoun.

## Demografia
Według spisu w 2020 roku liczy 22 069. mieszkańców. W roku 2023 liczba mieszkańców minimalnie wzrosła do 22 078 osób, a gęstość zaludnienia do 264,7 osoby/km².